# 古萬迪亞卡
古萬迪亞卡（法語：Gouandiaka），是馬里的城鎮，位於該國南部，由錫卡索區的揚福利拉省負責管轄，面積1,169平方公里，海拔高度308米，2009年人口26,287，人口密度每平方公里22人。